# Tibouchina aegopogon
A Tibouchina aegopogon é uma árvore que ocorre no estado de São Paulo, em área restrita, exclusivamente no ecossistema campo.
Não foi encontrada em unidades de conservação.